# Хеллерау
Хеллерау (нем. Hellerau) — административный район саксонского Дрездена, когда-то знаменитый своим архитектурным решением дачный посёлок в предместье саксонской столицы.
Вдохновлённый предложенной Эбенезером Говардом идеей «города-сада», мебельный фабрикант Карл Шмидт-Хеллерау в 1909 году основал в северном пригороде Дрездена садовый посёлок Хеллерау, построив там свои «Немецкие мастерские Хеллерау». Нанятый Шмидтом архитектор Рихард Римершмид спроектировал здания мастерских и прилегающего к ним жилого посёлка для рабочих, в котором предусматривались рынок, магазины, прачечная и баня, больница, общежитие для холостых, школа и интернат. В проекте участвовал выдающийся немецкий архитектор и теоретик Герман Мутезиус, который использовал свой опыт изучения рациональной английской архитектуры и английского «города-сада».
Новаторски построенный посёлок Хеллерау привлекал к себе людей со всего мира. Швейцарский композитор и музыкальный педагог Эмиль Жак-Далькроз остался в Хеллерау по приглашению Шмидта надолго. Он основал здесь свою школу ритмической гимнастики — Институт музыки и ритма. Здесь, в его Фестивальном театре, бывали Грет Палукка и Мэри Вигман, Хеллерау стал центром современного экспрессивного танца.
Также в 1921-1924 годах году в Хеллерау находилась международная школа, в которой работал известный британский педагог А. С. Нилл, апологет демократического образования.